# Steenz
Christina "Steenz" Stewart es una persona dibujante y editora estadounidense conocida por ilustrar Archival Quality y actualmente es autora e ilustradora de la tira cómica diaria Heart of the City. Nació el 29 de septiembre de 1990 en Detroit, Michigan, y actualmente reside en St. Louis, Missouri. Al hacerse cargo de Heart of the City de manos de Mark Tatulli en mayo de 2020, se convirtió en la segunda persona dibujante, negra y de género no binario distribuida a nivel nacional, precediendo en esta distinción a Bianca Xunise solo un mes antes.

## Primeros años
Steenz, que creció en St. Louis, sentía un gran fanatismo por los cómics y dibujos animados que luego influyeron en su trabajo, incluidos Calvin y Hobbes, Cathy, Curtis, Recess, ¡Oye Arnold!., y Doug. Asistió a la Universidad de Maryville y estudió arte de estudio con un enfoque en ilustración. Se fue cuando eran jóvenes y trabajó como bibliotecarie y gerente de una tienda de cómics en Star Clipper Comics, ganadora del premio Eisner, en St. Louis hasta su cierre en 2015. Mientras dirigía la tienda de cómics, decidieron dedicarse a la creación de cómics, pero no se dedicaron a ello hasta que conoció el trabajo de Brittany Williams en un cómic de Samurai Jack: "En el momento en que vi el nombre de [Williams] en [el cómic]... pensé: 'Un momento; es una mujer negra y está haciendo cómics; yo también puedo hacerlo', y finalmente, a mí también me hizo clic".

## Carrera
Tras el cierre de Star Clipper en 2015, Steenz pasó a trabajar como editore en Lion Forge Comics, donde trabajó en los primeros 12 números de la revista de cómics y juegos de mesa Rolled and Told hasta 2019.
Steenz contribuyó con el cómic corto "The Update" junto con la rotulista Melanie Ujimori a Elements: Fire, del editor Taneka Stotts, ganador de premios Eisner e Ignatz, y también apareció en las antologías Mine! y Dead Beats.
Su primera publicación importante fue Archival Quality, que cocreó con la escritora Ivy Noelle Weir. Fue publicado por Oni Press en 2018.
Steenz se hizo cargo de escribir e ilustrar Heart of the City para Mark Tatulli. Su primera tira distribuida a través de Andrews McMeel apareció el 24 de mayo de 2020.
El 12 de mayo de 2020, se anunció que Steenz ilustraría y cocrearía una novela gráfica sobre la historia de los juegos de rol de mesa junto con el escritor Samuel Sattin; el libro finalmente se lanzó en 2023.
En julio de 2022, Steenz denunció en las redes sociales que Oni Press no estaba pagando a los creadores sus regalías. The Beat informó que "Steenz es artista del galardonado OGN Archival Quality, publicado por Oni en 2018. Varios creadores de Oni respondieron a sus tweets con sus propias quejas". Oni Press no respondió a la solicitud de comentarios de Bleeding Cool.

## Obras seleccionadas
Archival Quality (2018) – Cel Walden comienza un nuevo trabajo como archivista en el Museo Logan. Mientras lucha contra la depresión y la ansiedad, sueña con una mujer fantasmal. A medida que aprende más sobre el fantasma que acecha sus sueños, aprende más sobre sí misma y los demás empleados del Museo Logan.
Heart of the City (2020-presente): el cómic trata sobre Heart Lamarr, una estudiante de secundaria que vive en Filadelfia. Las historias se centran en las relaciones de Heart con sus amigos y familiares, así como en su vida escolar y sus experiencias con la cultura popular. Steenz se hizo cargo de la tira después de que el creador original, Mark Tatulli, renunciara.

## Reconocimientos y premios
Elements: Fire, A Comic Anthology by Creators of Color ganó el Premio Eisner 2018 a la Mejor Antología y el Premio Ignatz 2017 a la Mejor Antología. La antología contiene obras de Steenz.
En febrero de 2019, Steenz e Ivy Noelle Weir fueron nombrades ganadores del quinto premio anual Dwayne McDuffie a la diversidad en los cómics por Archival Quality. El título también fue seleccionado como publicación Gold Standard de Junior Library Guild en 2018.

### Autopublicado
- Encyclopedia Brown and the Case of the Muscle Maker Fan Comic, Gumroad, 2019[21]
- Receiving Transmissions, Gumroad, 2019[22]